# Bibliothèque Holden
La  Bibliothèque Holden est une bibliothèque de Reims, en France, installée dans un bâtiment construit en 1887 au frais du négociant anglais en laine Jonathan Holden selon les plans de l’architecte Ernest Brunette. C’est la première bibliothèque construite entièrement pour cette finalité à Reims.

## Localisation
La Bibliothèque est située dans le quartier Jean Jaurès. Son adresse postale est 1 Boulevard Jamin.
Le site est desservi par l’arrêt « Brouette » de la ligne de bus 5.

## Historique
Le bâtiment a été construit en 1887, aux frais du négociant anglais en laine Jonathan Holden et à l’occasion du jubilé de la Reine Victoria. C’était une tradition que tout bon anglais fasse un don important à une ville ou une institution.
Le 19 mars 1888, la bibliothèque Holden est inauguré en présence de M. Henri Henrot, maire de Reims, Alexis Hubert de La Hayrie, général de division, Victor Diancourt, sénateur de la Marne, le Sous-Préfet, de M. Jonathan Holden, de son fils et de son neveu, les Conseillers municipaux, de M. Narcisse Brunette, architecte de la ville, du bibliothécaire-adjoint et des délégués scolaires ainsi que de quelques invités.
Elle a été en partie reconstruite à la suite des dégâts causés par la Première Guerre Mondiale. Le bâtiment voisin qui avait servi d'Octroi n'a pas été reconstruit.
Elle a été rénovée en 2002 et 2007.

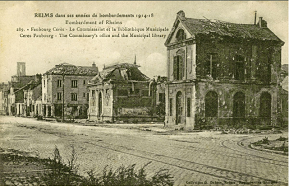
Bibliothèque Holden, dégât de la guerre

## Architecture du bâtiment
Le bâtiment, de 60 m2, établi selon les plans de l’architecte Ernest Brunette, fait 14 mètres de long sur 8 mètres de large a été réalisé en 6 mois.
La façade est de style néo-grec.

## Services et activités

### Service aux personnes malentendantes
Une boucle magnétique est installée dans la bibliothèque permettant aux personnes malentendantes appareillées de bénéficier d’une écoute amplifiée avec le bibliothécaire.
Pour les personnes non appareillées, un casque audio est mis à leur disposition.

### Accessibilité PMR
L'entrée de la bibliothèque est équipée d'une rampe d'accès pour les personnes à mobilité réduite.